# Gare de Montfavet
Gare de Montfavet – przystanek kolejowy w Montfavet, w departamencie Vaucluse, w regionie Prowansja-Alpy-Lazurowe Wybrzeże, we Francji.
Został otwarty w 1868 przez Compagnie des chemins de fer de Paris à Lyon et à la Méditerranée. Jest stację Société nationale des chemins de fer français (SNCF), obsługiwanym przez pociągi TER Provence-Alpes-Côte d’Azur.

## Położenie
Stacja znajduje się na linii Awinion – Miramas, w km 5,734, na wysokości 33 m, pomiędzy stacjami Avignon-Centre i Morières-lès-Avignon.

## Linie kolejowe
- Awinion – Miramas